# Кладбище Оук Гроув
Кладбище Оук Гроув (The Oak Grove Cemetery) расположено в Лексингтоне, Вирджиния, на Саус-Мэин-Стрит в Старом Городе, примерно в миле от корпусов Вирджинского военного института. Основанное изначально как Пресвитерианское Кладбище, оно было переименовано в честь генерала Конфедерации Джексона-Каменная-Стена, который был захоронен здесь 10 мая 1863 года.

## Известные захоронения

### Прочие
- Джон Уат Брокенбро (1806-1870): федеральный судья, член конгресса Конфедерации, основатель университета Вашингтона и Ли.
- Уильям Джилхам (1818-1872): инструктор вирджинского военного института, полковник армии Конфедерации.
- Джордж Джанкин (1790-1868), пресвиетрианский священник, отец первой жены Джексона.
- Эдвин Грей Ли  (1836-1870): генерал армии Конфедерации
- Джон Летчер (1813-1884): губернатор Вирджинии (1860-1864)
- Джеймс Макдауэлл (1795-1851): губернатор Вирджинии, (1843-1846), конгрессмен.
- Элиша Пакстон (1828-1863): генерал армии Конфедерации, командир Бригады каменной стены.
- Уильям Пендлетон (1809-1883): бригадный генерал, шеф артиллерии Северовирджинской армии
- Скот Шипп[англ.] (1839-1917): командир корпуса кадетов лексингтонской академии в сражении при Нью-Маркет.
- Френсис Смит[англ.] (1812-1890): первый суперинтендант ленксингтонского военного института, полковник армии Конфедерации.

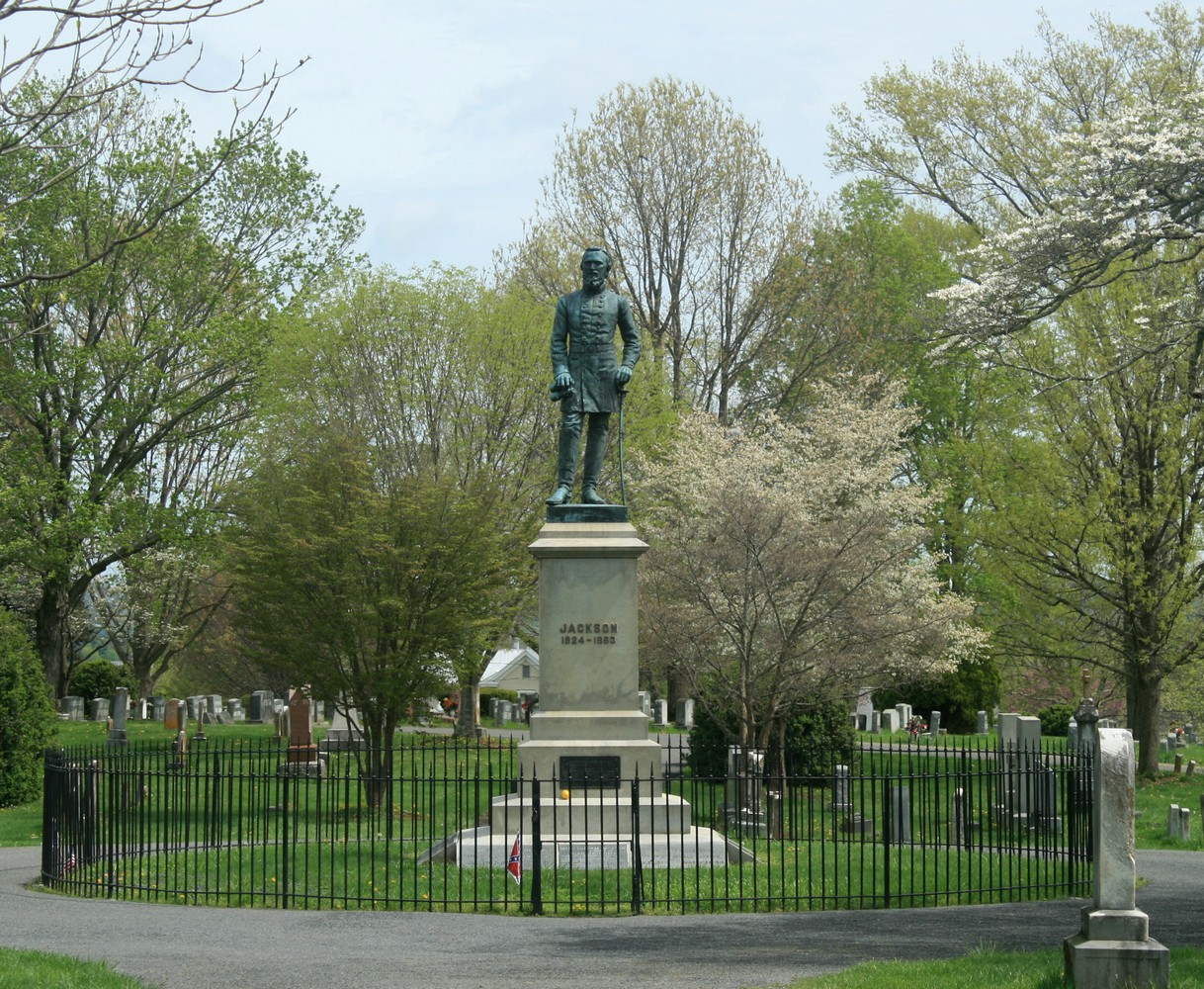
Надгробие Джексона
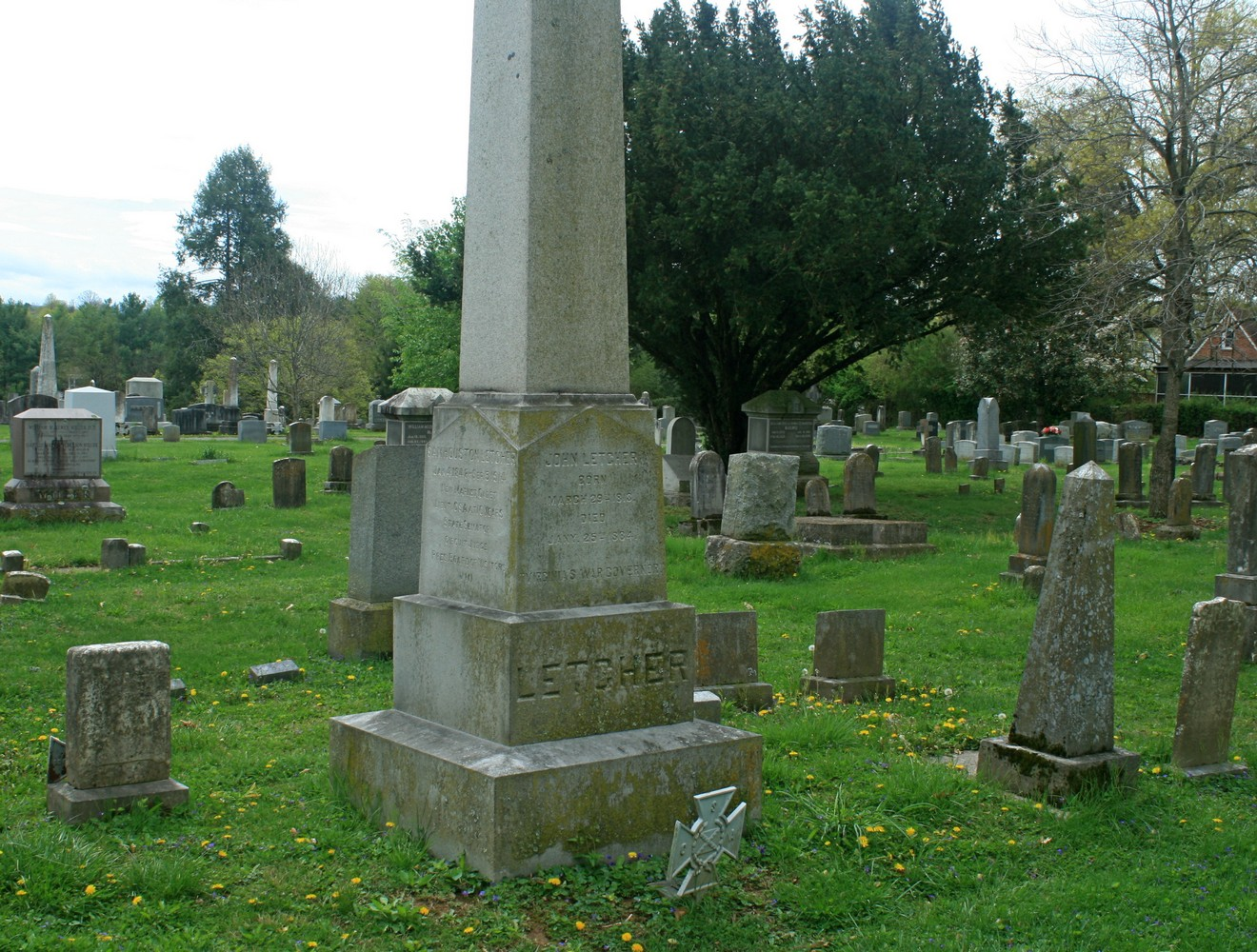
Надгробие Джона Летчера
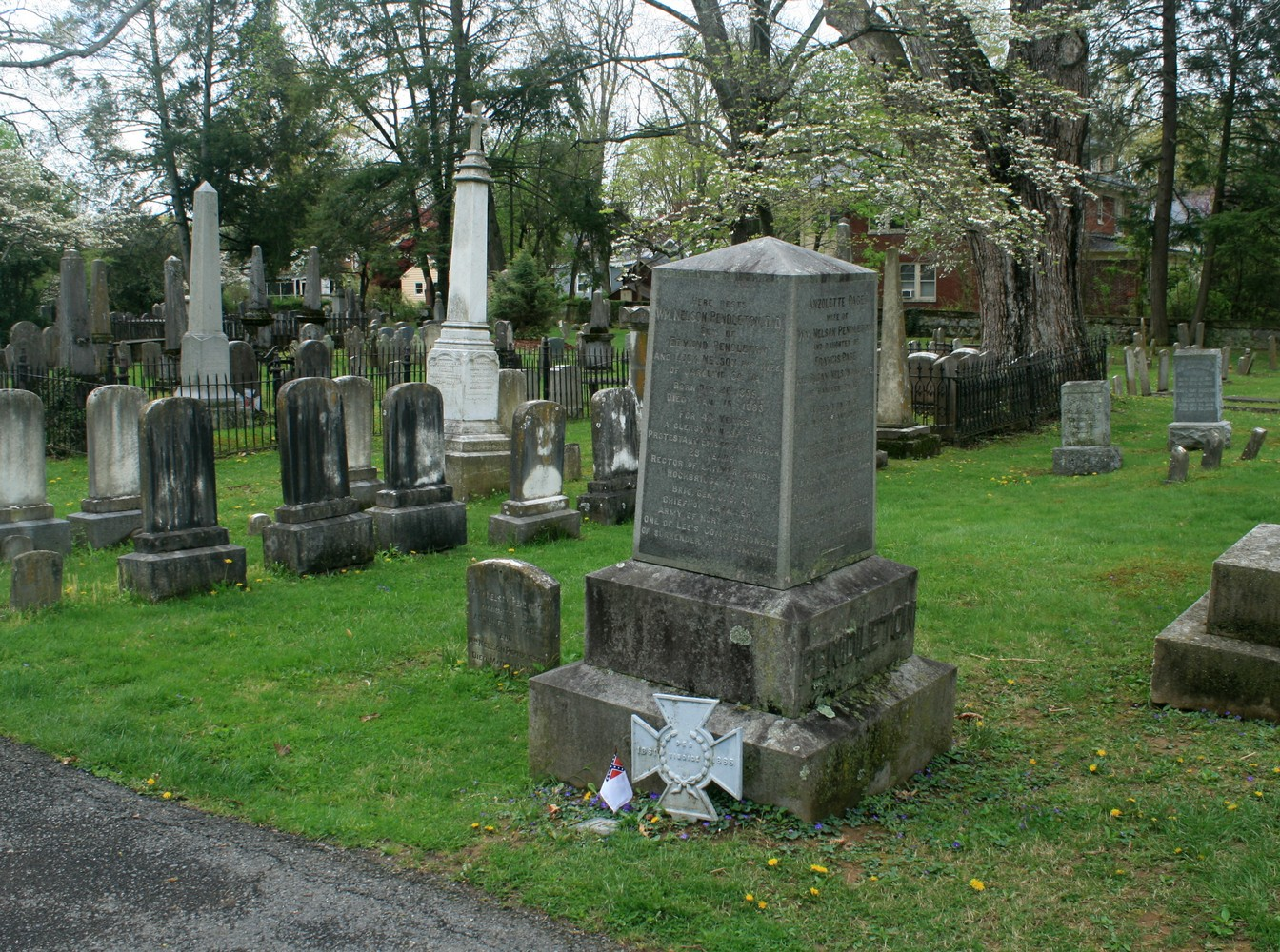
Надгробие Уильяма Пендлетона
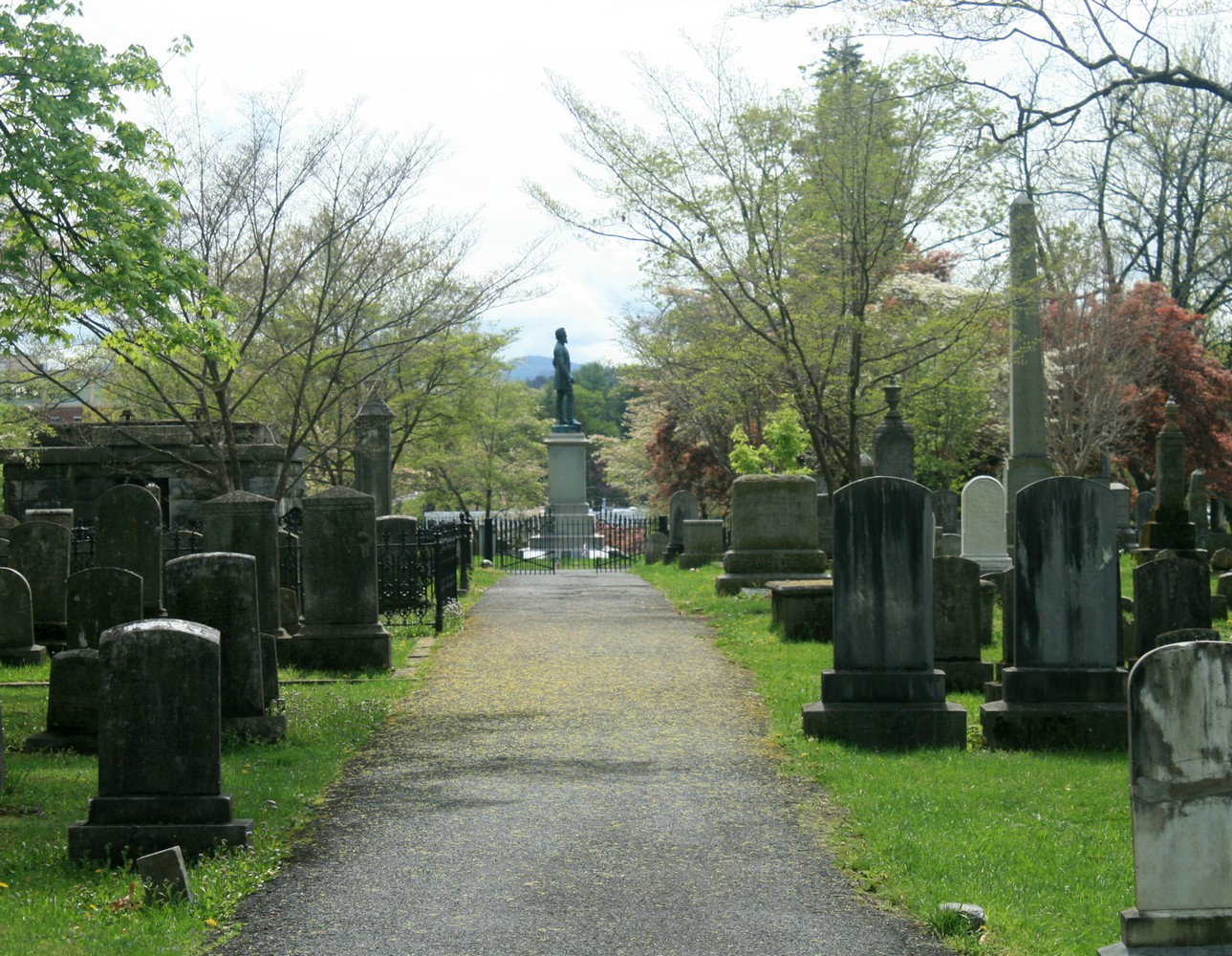
Центральная аллея